# Chaâbane Merzekane
Chaâbane Merzekane (Argel, Argelia francesa, 8 de marzo de 1959) es un exfutbolista y entrenador de fútbol de Argelia que jugaba en la posición de defensa. Actualmente es el director deportivo del NA Hussein Dey.

## Carrera

### Club
| Periodo   | Club           |
| --------- | -------------- |
| 1974-1987 | NA Hussein Dey |
| 1987-1989 | MC Alger       |

### Selección nacional
Jugó para Argelia en 60 ocasiones de 1978 a 1988 y anotó tres goles; participó en la Copa Mundial de Fútbol de 1982, los Juegos Olímpicos de Moscú 1980, los Juegos Mediterráneos de 1979 y cuatro ediciones de la Copa Africana de Naciones.

### Entrenador
| Periodo   | Club           |
| --------- | -------------- |
| 1997-1999 | NA Hussein Dey |
| 1999-2000 | CB Mila        |
| 2000-2001 | US Biskra      |
| 2004-2005 | CB Mila        |
| 2005-2006 | USM El Harrach |
| 2006-2007 | GC Mascara     |

## Logros

### Club
- Copa de Argelia (1): 1979

### Individual
- Equipo Ideal de la Copa Africana de Naciones 1982.
- Jugador del partido ante Alemania Federal en España 1982.